# واين براون (لاعب هوكي جليد)
واين براون هو لاعب هوكي جليد كندي، ولد في 16 نوفمبر 1930 في بيلفي في كندا.

## وصلات خارجية
- واين براون على موقع دوري الهوكي الوطني (الإنجليزية)
- واين براون على موقع قاعة مشاهير الهوكي (لاعب أن.إتش.أل) (الإنجليزية)
- واين براون على موقع EliteProspects.com (الإنجليزية)
- واين براون على موقع HockeyDB.com (الإنجليزية)
- واين براون على موقع Hockey-Reference.com (الإنجليزية)